# Dindigul
Dindigul är en stad i den indiska delstaten Tamil Nadu och är centralort i ett distrikt med samma namn. Folkmängden uppgick till 207 327 invånare vid folkräkningen 2011, med förorter 292 512 invånare. Dindigul hade en storhetstid under Tippo Sahib. Staden är byggd runt en klippa med ett fort på toppen, byggt under 1600-talet av Madurais nayaker. 

## Demografi
Enligt 2011 års folkräkning hade Dindigul en befolkning på 207 327 med ett könsförhållande på 1 012 kvinnor för varje 1 000 män. Detta var mycket över riksgenomsnittet på 929. Stadens genomsnittliga läskunnighet var 81,69 % mot riksgenomsnittet på 72,99 %. Staden hade totalt 53573 hushåll.

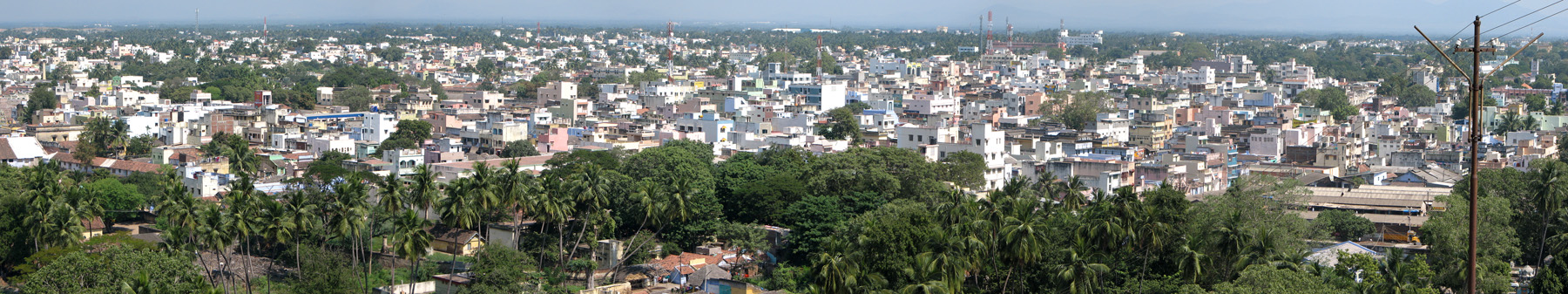
Vy över Dindigul.